# Song (Luoyang)
Song  (en chino, 嵩; pinyin, Sōng) es un condado  bajo la administración directa de la Prefectura Luoyang en la Provincia de Henan, República Popular China.  Su área es de 300 km² y su población total para 2010 superó los 500 mil habitantes. 

## Administración
Desde diciembre de 2024, el  Condado Song  se divide en 16 pueblos que se administran en 13 subdistritos y 3  poblados.

## Toponimia
El topónimo Song se toma directamente de la montaña Song (嵩山) ubicada en su territorio. Según el Cihai (辞海), un diccionario enciclopédico chino dice; cuando una montaña es alta, se llama "Chong" (崇) y cuando es alta y majestuosa, se llama "Song" (嵩). Sin embargo, la sutil diferencia Chong/Song era confusa, por lo que eran intercambiables.
En la antigüedad, la montaña Waifang (外方山) ubicada en este condado, se llamaba Chonggao (崇高山), abreviada en Chong (崇山). Durante la dinastías Xia , se levantó aquí un poderoso reino llamado Estado Chong (崇国) que duró durante más de mil años.  En el año 1141, durante la dinastía Jin, esta región fue administrada como la Provincia Song (嵩州 Songzhou), y en el año 1369 durante la dinastía Ming, la provincia se redujo a condado.